# Mikhailo Khalilov
Mikhailo Khalilov (en ucraïnès Михайло Халілов; Mikolaiv, 3 de juliol de 1975) és un ciclista ucraïnès, que fou professional des del 2001 fins al 2010.

## Palmarès
- 1995
  - Vencedor de 2 etapes del Circuit Franco-Belga
- 2000
  - 1r al Tour de Faso i vencedor de 5 etapes
  - 1r al Giro a la Província de Biella
- 2002
  - Vencedor d'una etapa a la Volta a Bulgària
- 2003
  - Vencedor de 2 etapes del Tour del Senegal
- 2005
  -  Campió d'Ucraïna en ruta
  - Vencedor d'una etapa a la Volta a Astúries
- 2006
  -  Campió del món militar en ruta
  - 1r a la Volta Limburg Classic
- 2008
  - 1r al Gran Premi de la vila de Rennes
  - 1r al Gran Premi de la Indústria i el Comerç de Prato
  - 1r al Memorial Cimurri
  - 1r a la Coppa Sabatini
  - Vencedor d'una etapa al Circuit de La Sarthe

### Resultats al Giro d'Itàlia
- 2002. 84è de la classificació general
- 2003. Abandona (12a etapa)